# Сегілі (Аризона)
Сегілі (англ. Sehili) — переписна місцевість (CDP) в США, в окрузі Апачі штату Аризона. Населення — 153 особи (2020).

## Географія
Сегілі розташоване за координатами 36°16′51″ пн. ш. 109°11′8″ зх. д. / 36.28083° пн. ш. 109.18556° зх. д. (36.280772, -109.185521).  За даними Бюро перепису населення США в 2010 році переписна місцевість мала площу 1,69 км², з яких 1,69 км² — суходіл та 0,00 км² — водойми.

## Демографія
Згідно з переписом 2010 року, у переписній місцевості мешкало 135 осіб у 41 домогосподарстві у складі 33 родин. Густота населення становила 80 осіб/км².  Було 52 помешкання (31/км²).
Расовий склад населення:
| - 100,0 % — корінних американців |

До двох чи більше рас належало 0,0 %. Частка іспаномовних становила 1,5 % від усіх жителів.
За віковим діапазоном населення розподілялося таким чином: 32,6 % — особи молодші 18 років, 54,1 % — особи у віці 18—64 років, 13,3 % — особи у віці 65 років та старші. Медіана віку мешканця становила 30,8 року. На 100 осіб жіночої статі у переписній місцевості припадало 125,0 чоловіків;  на 100 жінок у віці від 18 років та старших — 102,2 чоловіків також старших 18 років.
За межею бідності перебувало 58,8 % осіб, у тому числі 55,6 % дітей у віці до 18 років та 100,0 % осіб у віці 65 років та старших.
Цивільне працевлаштоване населення становило 13 особи. Основні галузі зайнятості: освіта, охорона здоров'я та соціальна допомога — 100,0 %.